# Nanisivik
Nanisivik es un campamento minero ubicado en Nunavut, Canadá, donde existe una mina abandonada de plomo y zinc, en el extremo norte de la isla de Baffin. Se anunció en 2007 que Canadá creará una base militar del Ártico, dentro del círculo polar, que tendrá un puerto de aguas profundas.
El emplazamiento se encuentra en el interior de Strathcona Sound, a unos 20 km al este de la comunidad de Arctic Bay, en el territorio canadiense de Nunavut.
Hay un puerto y un muelle a unos 3,7 km al norte de la mina abandonada, que se utilizaban para transportar concentrado y recibir suministros (73°04′08″N 084°32′57″W). Lo utilizan los guardacostas canadienses para entrenamiento.

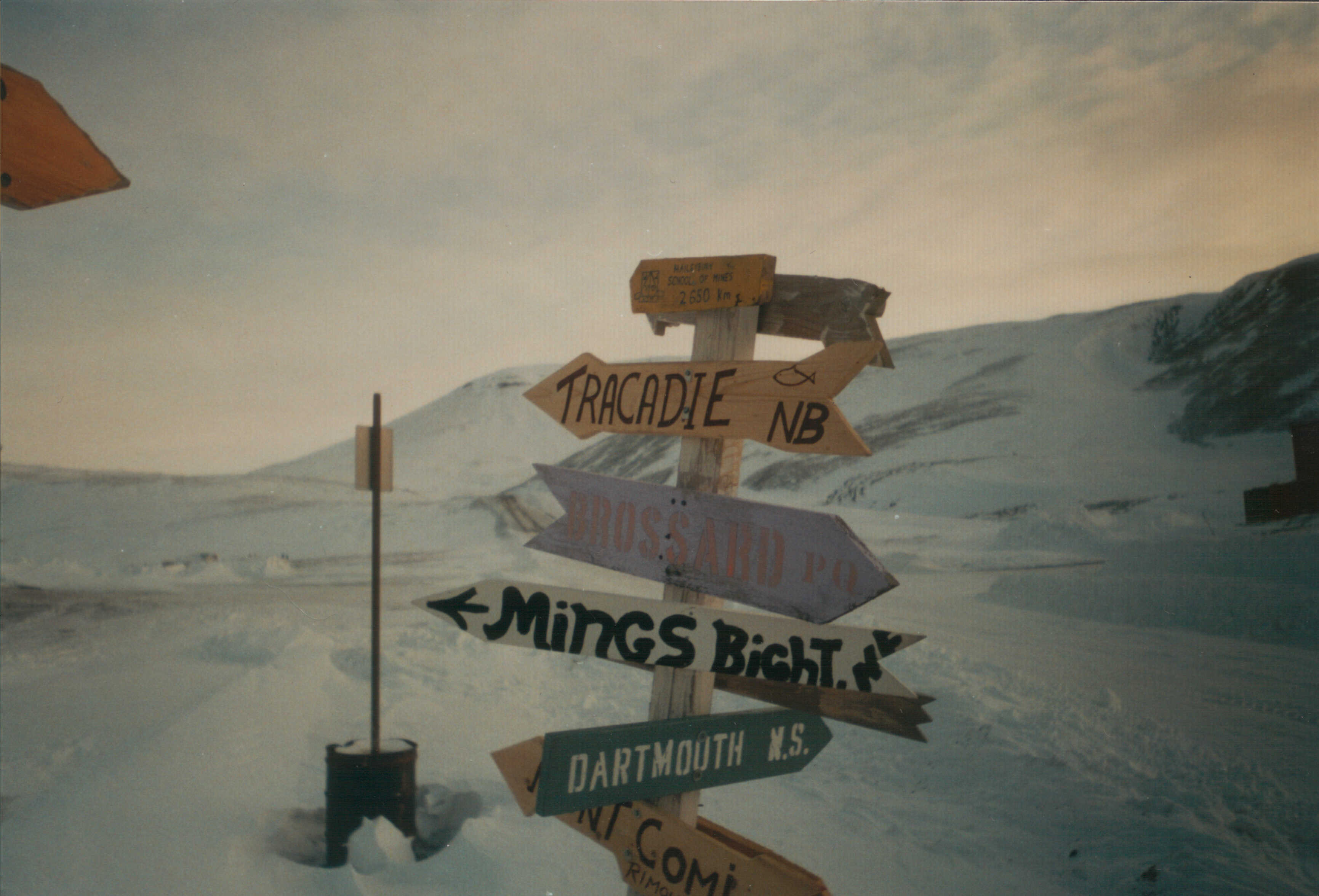
Una de las tres señales de Nanisivik que indican cómo llegar a varias ciudades y pueblos.

El aeropuerto de Nanisivik, situado a 8 millas náuticas (15 km; 9,2 mi) al sur, se utilizó como aeropuerto principal de Arctic Bay hasta 2010, cuando tomó el relevo el aeropuerto alargado de Arctic Bay. El aeropuerto está a unos 19 km (12 mi) directamente al sureste de Arctic Bay, pero la carretera que los separa es de 32 km (20 mi).
En el censo canadiense de 2021 realizado por Statistics Canada, Nanisivik tenía una población de 0 (en el año 2001: 77), sin cambios con respecto a su población de 2016 de 0. Con una superficie de 165,49 km² (63,90 millas cuadradas), tenía una densidad de población de 0,0/km² (0,0 millas cuadradas) en 2021.